# Sonoma
Sonoma (9 863 ab. nel 2009) è una città degli Stati Uniti che si trova nello Stato della California, nell'omonima contea.
Sonoma oggi è un centro dell'industria vinicola californiana della Sonoma Valley AVA Appellation, ed è anche sede del Sonoma Valley Film Festival.
Originariamente sotto la sovranità messicana, conserva ancora tracce del periodo coloniale; nel 1846 la città fu capitale della effimera Repubblica della California.